# 王昕 (解放军)
王昕（1919年—2013年8月13日），山东蓬莱人。1938年参加革命，同年加入中国共产党。中国人民解放军将领。解放军军事学院毕业。
抗日战争时期，他历任干事、股长、科长等职。第二次国共内战时期，历任团政治处主任、团政委、纵队政治部组织部副部长、军政治部组织部部长等职。新中国成立后，他历任军政治部组织部部长、师副政治委员、师副政治委员兼政治部主任、师政治委员、第四海军学校政治委员、北海舰队政治部副主任、南海舰队政治部副主任、南海舰队副政治委员兼政治部主任、海军副政委、海军副政委兼政治部主任、海军学院第二政治委员等职。1983年，接替段德彰，担任南海舰队政治委员。1985年，由张海云接任。
第四、第五届全国人大代表。1955年被授予大校军衔，曾荣获二级独立自由勋章、二级解放勋章和独立功勋荣誉章。
2013年8月13日在北京逝世。